# میتسوبیشی فوسو

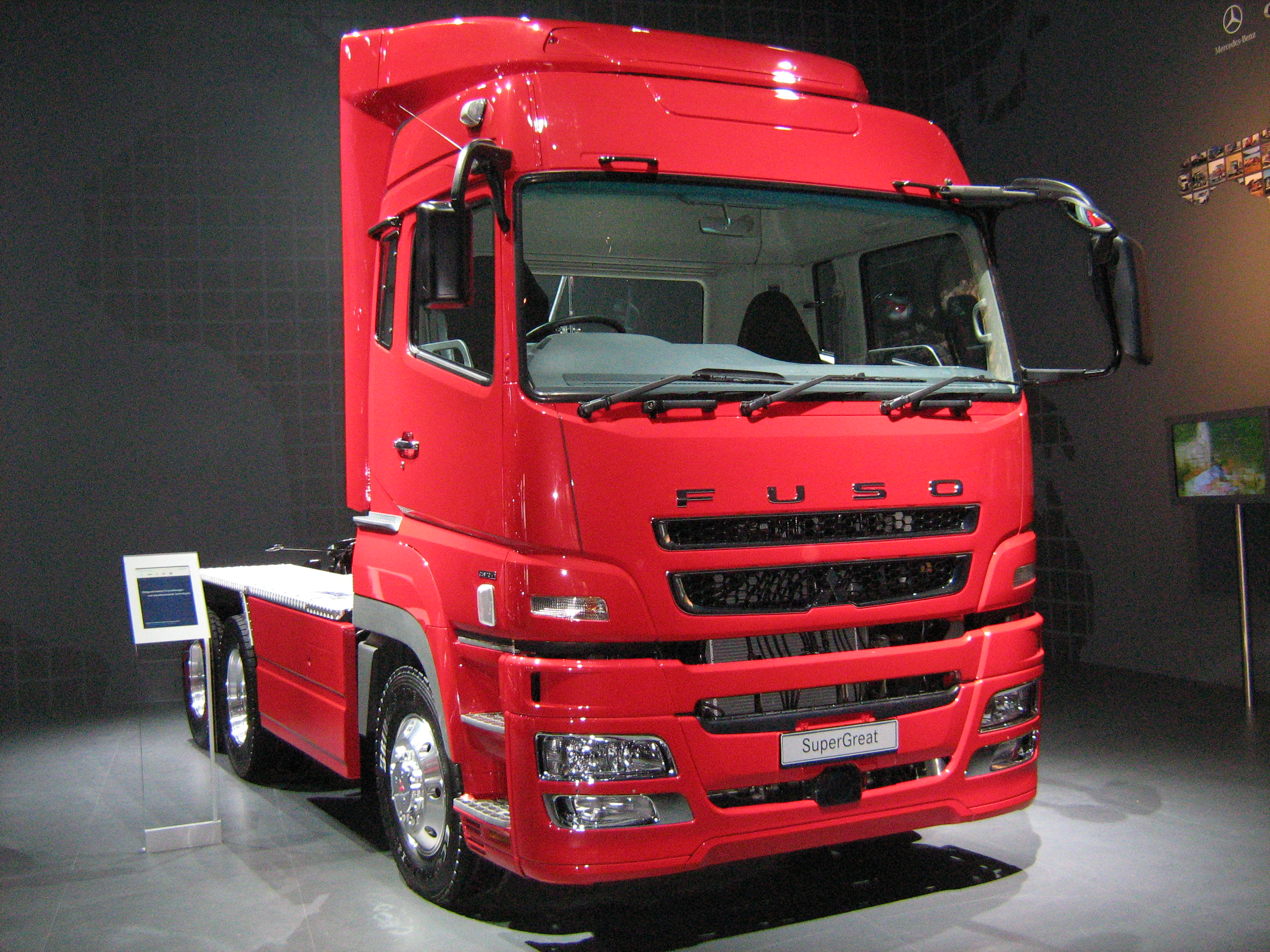
فوسو سوپر گریت

میتسوبیشی فوسو (به ژاپنی: 三菱ふそうトラック・バス株式会社) شرکت خودروسازی ژاپنی-آلمانی است، که تمرکز اصلی آن بر تولید کامیون، اتوبوس و دیگر وسایل نقلیه تجاری معطوف می‌باشد.
شرکت میتسوبیشی فوسو در سال ۱۹۳۲ به‌عنوان زیرمجموعه‌ای از شرکت صنایع سنگین میتسوبیشی، با هدف تولید اتوبوس، راه‌اندازی شد. امروزه به‌عنوان شرکت تابعۀ دایملر تراکس، یکی از بزرگترین تولیدکنندگان کامیون و اتوبوس در جهان می‌باشد.
دفتر مرکزی این شرکت در شهر کاواساکی، کاناگاوا، ژاپن قرار دارد. از تولیدات شناخته شده میتسوبیشی فوسو می‌توان به: فوسو فایتر، فوسو رزا، فوسو سوپر گریت، فوسو آئرو استار و فوسو آیرو میدی اشاره کرد.